# Paràsit boreal
El paràsit boreal (Stercorarius skua) és el paràsit més gros i més abundant que es pot trobar als Països Catalans durant l'hivern.

## Morfologia
- Fa 58 cm de llargària i 125-140 cm d'envergadura alar.
- És de color bru, amb la cua curta i arrodonida i amb unes taques blanques a les ales.

## Reproducció
Cria a l'Àrtida i a l'Atlàntic. Pon 2 ous en un niu fet amb herbes i els defensa aferrissadament si algú s'hi apropa.

## Alimentació
Es dediquen a prendre els peixos que altres aus pesquen, aprofiten les restes que llencen des dels vaixells de pesca, devoren ous i aus joves i mengen carronya (animals marins morts).

## Costums
En vol pot recordar una gavina poc destra, però, en canvi, és molt hàbil en les maniobres ràpides i sobtades. Quasi tota la seua vida transcorre a l'alta mar i només s'acosten a terra per niar.